# Contea di Grand Forks
La contea di Grand Forks in inglese Grand Forks County è una contea dello Stato del Dakota del Nord, negli Stati Uniti. La popolazione al censimento del 2000 era di 66 109 abitanti. Il capoluogo di contea è Grand Forks.